# Wappen Estlands
Das Wappen Estlands ist das Wappen der baltischen Republik Estland. Das Wappen in seiner heutigen Form wird seit 1990 verwendet und war bereits von 1918 bis 1940 in Gebrauch. Von der Sowjetunion wurde für die Zeit von 1940 bis 1990 ein anderes Wappen als Symbol der Estnischen SSR verwendet.

## Beschreibung
Auf dem goldenen Schild sind pfahlgestellt  drei blaue, rot bewehrte und so gezungte Leoparden. Der Schild ist mit goldenem Eichenlaub umkränzt.
In der Heraldik werden Leopard und Löwe nach ihrer Körperhaltung unterschieden: Löwen werden im Profil dargestellt, meist steigend, Leoparden hingegen mit dem Betrachter zugewendetem Kopf, meist schreitend.

## Geschichte
Der Wappenschild geht zurück auf den des dänischen Königs Waldemar II. (1170–1241) aus dem Haus Estridsson, der Estland eroberte.
Später war dies das Wappen der Estländischen Ritterschaft und wurde auch vom russischen Gouvernement Estland verwendet.
Es ist gleichzeitig das Wappen der Hauptstadt Tallinn, abgeleitet vom dänischen Wappen, da die Stadt eine dänische Gründung ist.